# Ulica Aleksandra Zelwerowicza w Lublinie
Ulica Aleksandra Zelwerowicza w Lublinie – arteria komunikacyjna Lublina. Przebiega przez dzielnicę Czechów Północny i częściowo Sławin. W całości jest dwujezdniowa i posiada po 2 pasy ruchu (do ul. Bohaterów Września). Jest jedną z najważniejszych ulic Czechowa, przebiega ze wschodu na zachód niemalże równoleżnikowo. Została otwarta w grudniu 2014 roku. 

## Przebieg
Ulica rozpoczyna się od skrzyżowania z ul. Choiny jako kontynuacja ul. Edwarda Wojtasa w kierunku Sławina. Następnie krzyżuje się z ul. Koncertową. Od ulicy odchodzi kilka małych uliczek w głąb osiedla Choiny i osiedla Karola Szymanowskiego. Ulica krzyżuje się z ul. Poligonową (granica Czechowa Północnego i Sławina), a następnie z ul. Bohaterów Września. Dalej  biegnie jednojezdniowo do drogi serwisowej. 

## Otoczenie
W pobliżu skrzyżowania z ul. Bohaterów Września zbudowano dwie stacje paliw: BP i Orlen.

## Komunikacja miejska
Przy ulicy znajdują się 4 przystanki autobusowe. Kursują nią linie nr 4,8, 47 i zjazdowa linia "Biała". 